# Anika Nilles

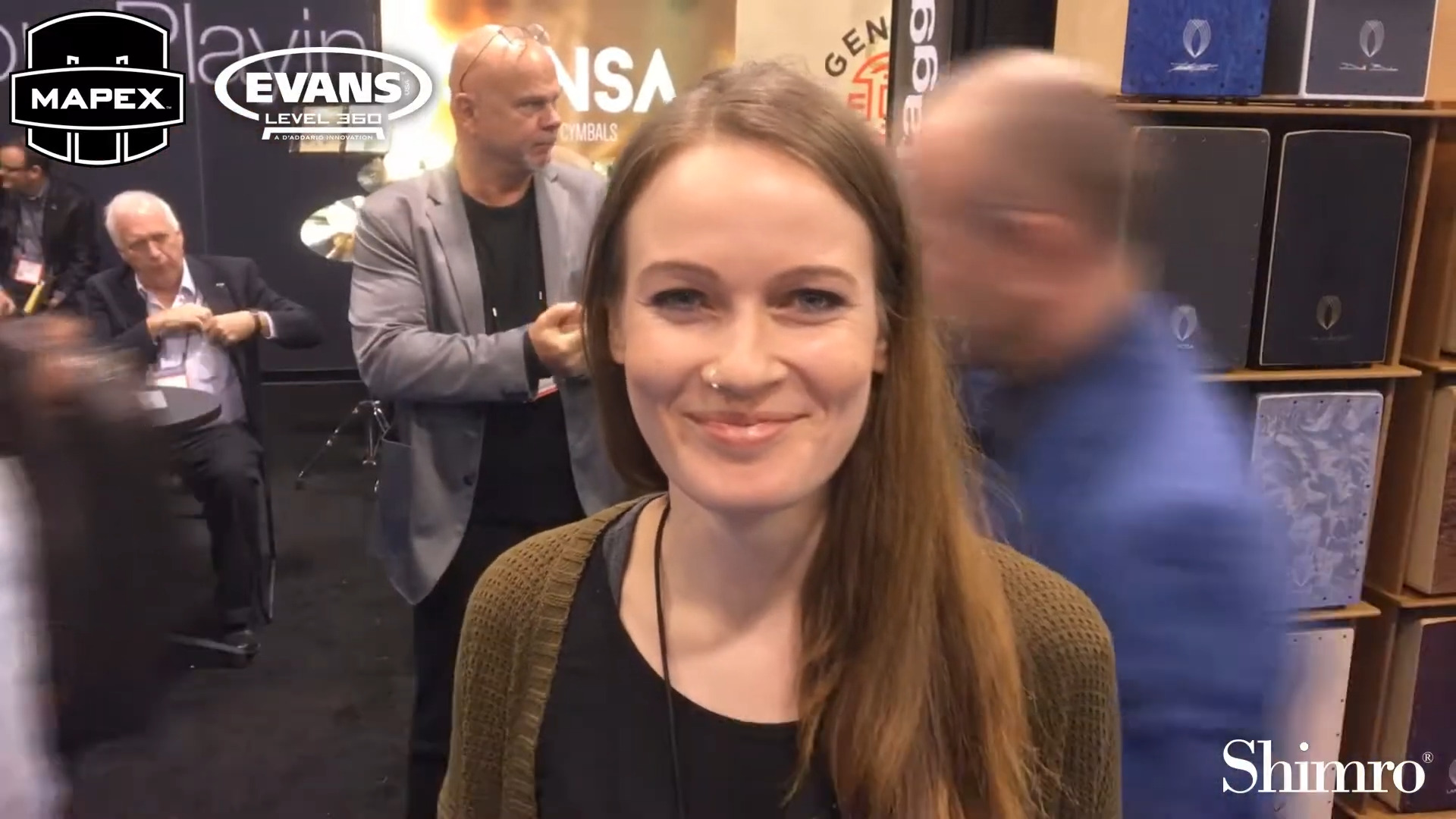
Anika Nilles (2017)

Anika Nilles (* 29. Mai 1983 in Aschaffenburg) ist eine deutsche Schlagzeugerin, Komponistin, Solo-Musikerin und Musik-Dozentin. Ihre Karriere begann während der frühen 2010er-Jahre auf YouTube. Ihre Musik-Veröffentlichungen umfassen bislang mehrere Singles sowie drei Alben. Alle wurden zusammen mit ihrer Band Nevell eingespielt: Pikalar im Jahr 2017, For a Colorful Soul 2020 und Opuntia 2022.

## Leben
Nilles lebt in Mannheim. Sie kommt aus einer musikalischen Familie. Geprägt von ihrem Vater, selbst Schlagzeuger, begann Nilles im Alter von 5 Jahren Schlagzeug zu spielen. Während eines Interviews mit South African Drummer erwähnte sie, dass es in ihrer Familie mehrere Schlagzeuger gab. Ihr Vater habe ihr die ersten Grooves beigebracht, als er merkte, dass sie Interesse am Schlagzeugspielen habe.
Nach dem Schulabschluss absolvierte Nilles eine Ausbildung zur Erzieherin und leitete danach eine Kindertagesstätte. Im Alter von 26 Jahren bestand sie die Aufnahmeprüfung für Schlagzeug an der Popakademie Baden-Württemberg und schloss diese 2013 mit Bestnote ab.

## Karriere
Die Videos zu ihren Solostücken „Wild Boy“ (2013) und „Alter Ego“ (2014) wurden zusammen mehr als 6,5 Millionen Mal abgerufen. Seitdem ist sie von Europa über Asien bis Nordamerika als Musikerin, Komponistin und Dozentin tätig. 2022 wurde sie schließlich von dem mittlerweile verstorbenen Gitarristen Jeff Beck in seine Tour Band geholt. Sie spielte auf seiner letzten Tour in Europa und den USA.
Für ihre Videos und eigene Musik, welche sich zwischen urbanen Jazz, Funk und progressiven Elementen bewegt, kooperiert sie mit dem Produzenten und Gitarristen Joachim Schneiss. Im Jahr 2017 veröffentlichte Nilles ihr Debütalbum Pikalar. Es enthält 10 instrumentale Tracks. Zur Promotion des Albums erschien Nilles auf dem Cover der Juni-Ausgabe 2017 des Modern Drummer Magazine und wurde hierfür auch interviewt. Im Interview gab Nilles an, der Titel „Pikalar“ stehe für Dinge im Leben, die man nicht erklären kann.
Im Oktober 2018 folgte eine Clinic-Tour mit sechs Terminen in den Vereinigten Staaten. Dort trat sie in Veranstaltungsstätten wie dem Chicago Music Exchange, dem Sweetwater Sound in Fort Wayne, Indiana und den Salt City Drums in Salt Lake City (Utah) auf. Ihr zweites Album, folgte in Zusammenarbeit mit ihrer Band "Nevell" unter dem Titel For A Colorful Soul und wurde im Jahr 2020 veröffentlicht. Es erreichte Platz 3 der US-amerikanischen iTunes-Top40-Jazzcharts sowie Platz 3 in Deutschland. 2021 folgte eine EP unter dem Titel Opuntia. Für dieses Album hat Nilles den Namen eines Kaktus ausgewählt. Die Musikerin verarbeitet darin die Zeit der Pandemie und bezieht sich dabei auf das Beispiel einer Pflanze die längere Zeit ohne Wasser auskommen muss. Seit 2021 ist sie außerdem Leiterin der Schlagzeug-Abteilung der Popakademie Baden-Württemberg. 2022 tourte sie mit dem Trio von Jeff Beck.

## Einflüsse
Jeff Porcaro, Mitglied der Band Toto und Session-Schlagzeuger, ist ein primärer Einfluss für Nilles. Weitere Einflüsse sind Carter Beauford, Jojo Mayer, Sheryl Crow, Joe Satriani, Dave Matthews Band, Joss Stone, Stanton Moore und Prince.

## Rezeption
Nilles wurde zweimal als „#1 Rising Star“ im Magazin DRUM! gewählt. Das erste Mal geschah dies im Jahr 2015, das zweite Mal im darauf folgenden Jahr. Sie gewann zudem die Abstimmung „Modern Drummer Readers Poll“ als „Up And Coming Artist“ im Jahr 2016. Des Weiteren wurde sie als „#2 Best Fusion Drummer“ im DRUM! und als „#3 best educator“ bei den Drummie Awards im Jahr 2017 gekürt. Später wurde sie ebenso als #1 „best clinician“ durch MusicRadar im Jahr 2018 und als #3 im Jahr 2019 gewählt.

## Equipment
Nilles ist Endorserin für Meinl Cymbals, Tama Drums und Evans Drumheads. Meinl veröffentlichte ein maßgeschneidertes 18" Artist Concept Model Deep-Hats-Becken, das Nilles entwickelte. Sie verwendet außerdem Promark-Sticks und ehemals Mapex-Drums, Sabian-Becken und VicFirth-Sticks.

## Technik
Nilles ist bekannt für ihr polyrhythmisches Spiel mit beispielsweise Quintolen und Sextolen über 4/4-Backbeats.

## Auszeichnungen / Nominierungen

### Auszeichnungen
| Jahr | Wettbewerb                  |  | Preis                        |
| ---- | --------------------------- |  | ---------------------------- |
| 2015 | Drummie Awards              |  | Rising Star                  |
| 2016 | Drummie Awards              |  | Rising Star                  |
| 2016 | Modern Drummer Readers Poll |  | Up And Coming Artist         |
| 2017 | DRUM!                       |  | #2 Best Fusion Drummer       |
| 2017 | Drummie Awards              |  | #3 Best Educator             |
| 2018 | MusicRadar Awards           |  | #1 Best Clinician            |
| 2019 | MusicRadar Awards           |  | #3 Best Clinician            |
| 2022 | Music Radar Awards          |  | #2 Best Prog Drummer         |
| 2022 | Drumeo Awards               |  | #1 Best contemporary Drummer |
| 2023 | Drumeo Awards               |  | #1 Best contemporary Drummer |

### Nominierungen
| Jahr | Wettbewerb          | Preis                   |
| ---- | ------------------- | ----------------------- |
| 2023 | Deutscher Jazzpreis | Schlagzeug / Percussion |

## Diskografie (Auswahl)

### Alben
- Pikalar (Sakurai Records, Album, 2017)
- For a Colorful Soul (Sakurai Records, Album, 2020)
- Opuntia (Sakurai Records, Album, 2022)

### Singles
- Chary Life (Sakurai Records, Single, 2014)
- Synergy (Sakurai Records, Single, 2015)
- Florida (Sakurai Records, Single, 2021)

#### Singles (m/ Anika Nilles)
- Tea With Friends Gerhard Daum feat. Anika Nilles
- Cosmic Fusion Gerhard Daum feat. Anika Nilles
- Snow Strom (2020) Gerhard Daum feat. Anika Nilles
- Foxy Fusion (2021) Foxy Fusion feat. Anika Nilles
- The Moment (2022) Raphael Schneider feat. Anika Nilles
- Fatal Temptation (2024) Gerhard Daum feat. Anika Nilles
- Wizard of Oz (2024) Anika Nilles feat. Cherry Morata, Enzo De Rosa, Tony Levin

## Werke
- Pad Book (Deutsch), Alfred Publishing, Köln, 2020, ISBN 978-3-947998-17-3
  - Pad Book (Englisch), Alfred Publishing, Köln, 2020. ISBN 978-3-947998-18-0